# Feliniopsis peridela
Feliniopsis peridela är en fjärilsart som beskrevs av Alfred Ernest Wileman och Reginald James West 1929.
Feliniopsis peridela ingår i släktet Feliniopsis och familjen nattflyn. Inga underarter finns listade i Catalogue of Life.